# Fedia
Fedia es un género de plantas con flores perteneciente a la familia Valerianaceae. Comprende 110 especies descrita y de estas, solo 3 aceptadas.

## Descripción
Hierbas anuales. Tallos ramificados dicotómicamente. Flores hermafroditas, en cimas capituliformes terminales, generalmente dispuestas por pares. Cáliz reducido a un anillo con 2-3 dientes. Corola con tubo cilíndrico largo y un sáculo apenas marcado hacia el 1/3 basal del tubo; limbo con 5 lóbulos desiguales. Androceo con 2 estambres. Estigma bífido. Frutos dimórficos; los de la parte inferior de cada cima rodeados por una capa de tejido esponjoso abundante y con cáliz persistente y ligeramente acrescente; los de la parte superior con o sin tejido esponjoso y sin cáliz persistente.

## Taxonomía
El género fue descrito por Joseph Gaertner y publicado en De Fructibus et Seminibus Plantarum. . . . 2: 36. 1790. La especie tipo es: Fedia cornucopiae (L.) Gaertn.	

## Especies aceptadas
A continuación se brinda un listado de las especies del género Fedia aceptadas hasta octubre de 2013, ordenadas alfabéticamente. Para cada una se indica el nombre binomial seguido del autor, abreviado según las convenciones y usos. 
- Fedia cornucopiae (L.) Gaertn.
- Fedia graciliflora Fisch. & C.A.Mey.
- Fedia pallescens (Maire) Mathez